# Artroplàstia de genoll
Una artroplàstia de genoll és un procediment quirúrgic en el qual l'articulació de genoll es substitueix per un implant protètic, és a dir, una pròtesi de genoll, per substituir les superfícies de l'articulació del genoll i alleujar el dolor i la discapacitat. Es realitza més freqüentment per artrosi, i també per a altres malalties del genoll com l'artritis reumatoide i l'artritis psoriàsica. En pacients amb deformitat greu per artritis reumatoide avançada, traumatisme o artrosi de llarga durada, la cirurgia pot ser més complicada i comportar un risc més elevat. L'osteoporosi no sol causar dolor, deformitat o inflamació al genoll i no és motiu per a la substitució del genoll
Altres causes principals del dolor debilitant són ruptura de menisc i ruptura del lligament creuat anterior. El dolor debilitant d'artrosi és molt més freqüent en les persones grans.
La cirurgia de reemplaçament del genoll es pot realitzar com una substitució parcial (rarament) o total del genoll (habitualment). En general, la cirurgia consisteix a substituir les superfícies articulars malaltes o danyades del genoll per components metàl·lics i plàstics per tal de permetre un moviment continuat del genoll.
L'operació comporta generalment un dolor postoperatori substancial i inclou una rehabilitació física vigorosa. El període de recuperació pot ser de 12 setmanes o més i pot implicar l'ús d'ajuts per a la mobilitat (per exemple, caminadors inicialment i crosses després) per permetre el retorn al pacient a la mobilitat preoperatòria. Es calcula que aproximadament el 82% del reemplaçament total del genoll duraran 25 anys.